# Turismo na cidade de São Paulo
O turismo na cidade de São Paulo destaca-se pelo turismo de negócios quanto pelo turismo recreativo, arquitetônico, cultural, gastronômico e histórico, sendo um dos principais destinos do país, da América Latina e do mundo, e frequentemente a cidade brasileira mais procurada por turistas nacionais e estrangeiros. Grandes redes de hotéis cujo público-alvo é o corporativo estão instaladas na cidade e possuem filiais espalhadas em várias das suas centralidades. Toda a infraestrutura para eventos da cidade faz com que ela seja sede de 75% das principais feiras do país. Dentre as principais, estão o Salão do Automóvel de São Paulo, a Couromoda e a Francal, entre outras. A cidade ainda promove uma das mais importantes semanas de moda do mundo, a São Paulo Fashion Week, sendo um dos principais centros geradores de tendências em moda, tornando São Paulo uma das mais relevantes capitais mundiais da moda.
A cidade possui inúmeras atividades culturais e uma vida noturna que é considerada umas das melhores do país e do mundo, tendo alcançado a quarta colocação global em 2014, de acordo com a CNN. Há diversos cinemas, teatros, museus e centros culturais, alguns atendendo a parcela de maior poder aquisitivo, outros contemplando mais o público popular, o que leva muitos a dizerem que "sempre há um programa para se fazer em São Paulo". A rua Oscar Freire, de acordo com a Mystery Shopping International, é uma das oito ruas mais luxuosas do mundo.
O turismo cultural também possui relevância para São Paulo, especialmente quando se têm em vista os vários eventos internacionais que ocorrem na metrópole, como a Bienal de Artes de São Paulo e os vários espetáculos de celebridades estrangeiras que, quando se apresentam no Brasil, escolhem poucas metrópoles. Além disso, a Parada do orgulho LGBT de São Paulo, que acontece desde 1997 na Avenida Paulista em prol do combate à homofobia, é o evento que atrai mais turistas à cidade. O Centro Histórico, que faz parte do projeto turístico "Triângulo Histórico", destaca-se pelo turismo histórico e arquitetônico, uma vez que contém inúmeros dos primeiros edifícios da cidade, como o Pátio do Colégio, e prédios e locais de importância para a história da cidade e do país, tais quais os edifícios Copan e Itália, Largo São Bento, Theatro Municipal, Solar da Marquesa de Santos, o Estádio do Pacaembu e inúmeros outros tombados pelos CONDEPHAAT, CONPRESP e IPHAN como Patrimônio Histórico e Cultural naquela região e em diversas outras partes da cidade.
A diversidade de povos e culturas que construíram a cidade faz também com que a rica gastronomia da região seja por si só um grande atrativo turístico. Essa afirmação pode ser comprovada através da ampla variedade gastronômica da cidade, que abrange mais de 50 tipos de culinária, e de vários de seus restaurantes estarem entre os melhores do mundo, tornando-a um dos dez principais destinos gastronômicos do planeta. Durante o 10.º Congresso Internacional de Gastronomia, Hospitalidade e Turismo (CIHAT) realizado em 1997, a cidade recebeu o título de "Capital Mundial da Gastronomia" de uma comissão formada por representantes de 43 nações.

## Visão geral
A entidade autárquica responsável pelos projetos públicos e parcerias com entidades privadas no setor na capital paulista é a SPTuris, até 2005 chamada de Anhembi Turismo. A cidade recebe em média, 11,3 milhões de visitantes. Desses, 9,7 milhões são domésticos, que permanecem na cidade cerca de três dias e gastam entre R$ 1.600,00 e R$ 3.500,00 na viagem. Já os turistas internacionais, correspondentes a 1,6 milhão, ficam na cidade cerca de cinco dias e gastam entre 2 mil e 5 mil reais.   Em São Paulo, pode-se ser encontradas pessoas com mais de 70 nacionalidades.
São Paulo é a o maior centro financeiro do país, e dispõe de uma vasta quantia de equipamentos culturais e atividades de lazer. São 280 salas de cinema, 180 teatros, 110 museus e mais de 90 centros culturais, alguns atendendo a parcela de maior poder aquisitivo, outros contemplando mais o público popular, o que leva muitos a dizerem que "sempre há um programa para se fazer em São Paulo". A vida noturna da cidade também é referência e um de seus pontos altos. Isso sem falar nas compras, com mais de 45 shoppings e dezenas de ruas de comércio especializado. E na gastronomia, são mais de 12 mil restaurantes, com 52 tipos de cozinha, como por exemplo: comidas japonesas, indianas, típicas brasileiras (feijoada), mexicana e afins.
Porém, dada a complexa estrutura urbana da cidade, que tende a naturalmente segregar grande parte da população menos favorecida devido às grandes distâncias do Centro de São Paulo e à acusada ineficiência do transporte público coletivo, são comuns as críticas ao efeito excludente de tal complexo cultural. Desta forma, segundo estudiosos da cidade, muitas das atrações de São Paulo ficam restritas à população de mais alta renda.

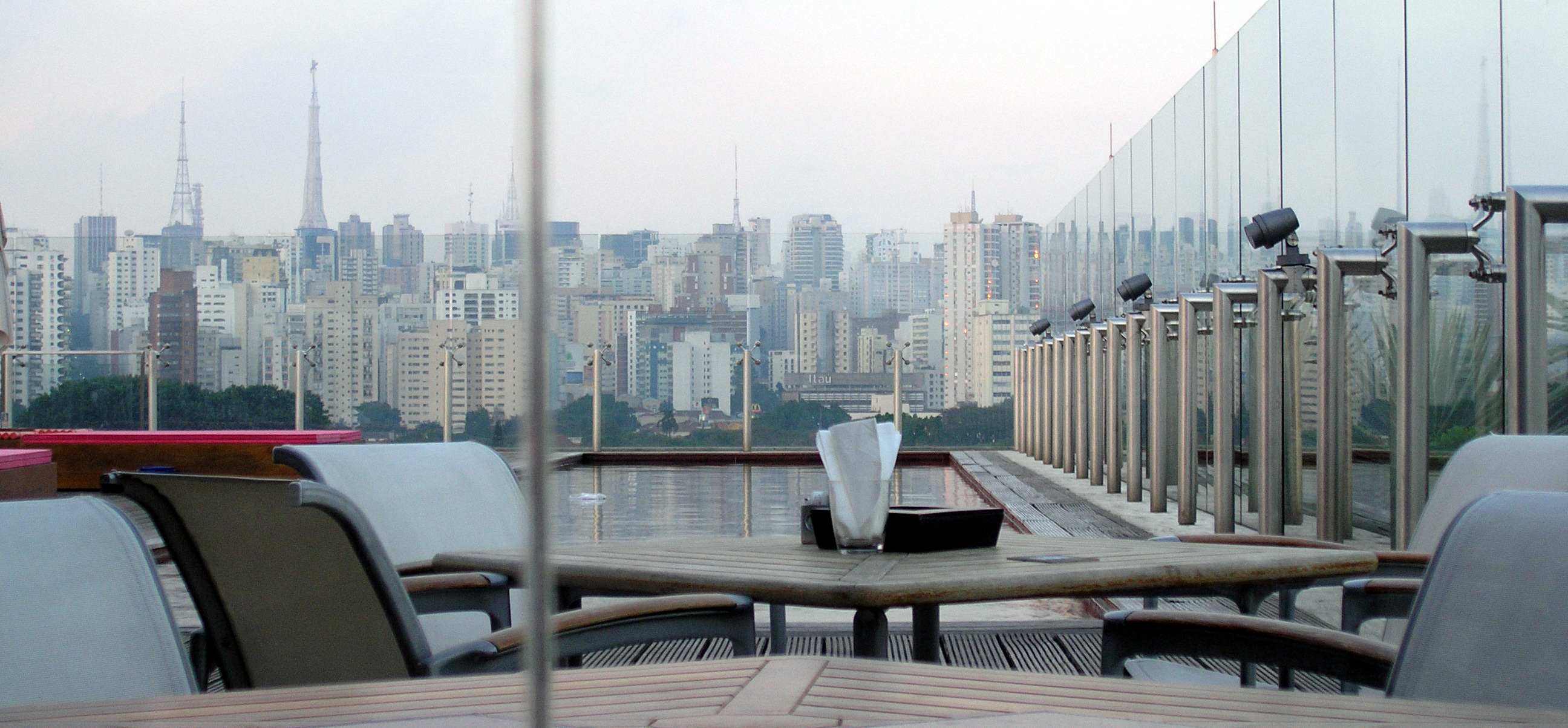
Vista de um hotel nos Jardins.

O Bom Retiro foi eleito como o bairro brasileiro mais descolado do país pela revista cultural britânica Time Out, ocupando o 25º lugar entre 50 bairros do mundo em 2019. O mapeamento foi feito com a colaboração de 27 mil moradores de diversos países, e destacou aspectos como os prédios culturais históricos do bairro e sua herança multicultural. Em 2022 a mesma revista elegeu o bairro de Vila Madalena, que abriga o Beco do Batman, na 13ª posição. E em 2024 a cidade apareceu na 16° colocação como cidade mais legal do mundo no ranking da revista britânica.
Apesar de São Paulo ser predominantemente urbana, ela oferece várias oportunidades para o turismo de aventura e ecoturismo, especialmente em suas áreas periféricas. Na zona Sul, nos distritos de Parelheiros e Marsilac, há o Polo de Ecoturismo do Município de São Paulo e o primeiro e único parque de aventura do município, que incluem atividades tais quais: boia cross, rafting, rapel, surfe com remo, tirolesa e trilha no maior remanescente de Mata Atlântica da capital, sendo cortado pelo Rio Capivari. A Serra da Cantareira, uma das maiores florestas urbanas do mundo, proporciona trilhas desafiadoras e uma rica biodiversidade, ideal para atividades como trekking, e conta como Parque Estadual da Cantareira, que possui quatro núcleos: Engordador, Cabuçu, Águas Claras e Pedra Grande. Neles, é possível fazer trilhas e apreciar fauna e flora nativas e cachoeiras. Além disso, o Parque Estadual Serra do Mar, acessível a partir da capital, é um destino popular para trekking, trilhas, ciclorrotas, passeios de jeep, de barco, mirantes e observação de vida selvagem, rafting e tem uma tirolesa intitulada Voo da Serra, com 500 metros de extensão.
Outra atração importante é a Caminhada do Pico do Jaraguá, o ponto mais alto da cidade, que oferece vistas panorâmicas impressionantes e é um local ideal para escalada e ciclismo de montanha. A represa de Guarapiranga é procurada para esportes aquáticos, como rafting e caiaque, e natação, diversificando as opções de aventura na capital.
De acordo com a International Congress & Convention Association (ICCA), São Paulo ocupa o primeiro lugar entre as cidades que mais recebem eventos internacionais na América e a 12.ª posição no mundo, depois de Viena, Paris, Barcelona, Singapura, Berlim, Budapeste, Amsterdã, Estocolmo, Seul, Lisboa e Copenhague. Segundo um estudo feito pela MasterCard em 130 cidades ao redor do mundo, a capital paulista foi o terceiro destino mais visitado da América Latina (atrás da Cidade do México e de Buenos Aires), com 2,4 milhões de viajantes estrangeiros, que gastaram 2,9 bilhões de dólares em 2013 (o valor mais alto entre as cidades da região), e o sétimo em 2019. São Paulo foi o segundo destino mais desejado do mundo para se viajar em 2020 em levantamento de buscas do Google e o mais visitado por brasileiros em 2021.

## Acessibilidade

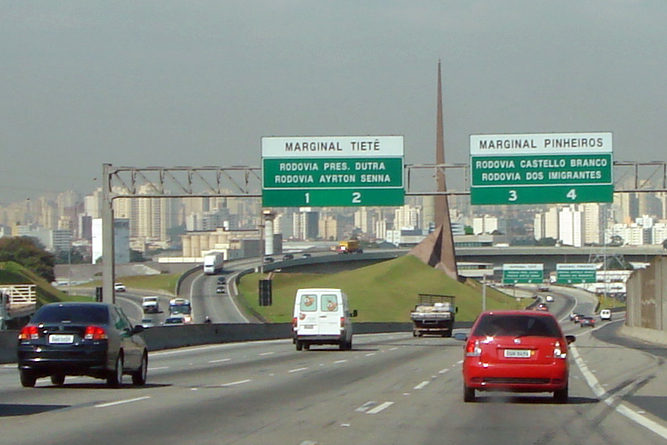
Rodovia dos Bandeirantes na entrada da cidade de São Paulo. Essa rodovia é uma das principais ligações da capital paulista com o interior do estado.

São Paulo é considerada um dos principais portões de entrada para o Brasil, contando com o Aeroporto Internacional de São Paulo-Guarulhos, mais movimentado do país, com cerca de 21,6 milhões de passageiros movimentados em 2009 e o Aeroporto de Congonhas, com 13,6 milhões de passageiros movimentados em 2009.
Por terra, a cidade conta com dez rodovias estaduais e federais em ótimas condições chegando ou saindo da cidade, além do Rodoanel Mário Covas interligando-as, com os trechos oeste e sul construídos, o trecho leste, com previsão de início das obras em 2010, e o trecho norte, em projeto.
O principal ponto de embarque e desembarque de quem chega de ônibus é o Terminal Rodoviário Tietê, o maior da América Latina e o segundo maior do mundo (atrás apenas do de Nova Iorque) com interligação para o metrô (Linha 1 - Azul). Outros terminais são o da Barra Funda, que serve o interior do estado de São Paulo e o de Jabaquara, responsável pelo movimento que vai para ou chega do litoral paulista.

## Marco zero da cidade de São Paulo
Antes conhecido como "Largo da Catedral", o "Marco zero da cidade de São Paulo" foi inaugurado no dia 18 de setembro de 1934, projetado por Dr Américo Netto, porém aprovado apenas ao cair nas mãos do braço paulista do Touring Club do Brasil, representando o km 0 da cidade de São Paulo.

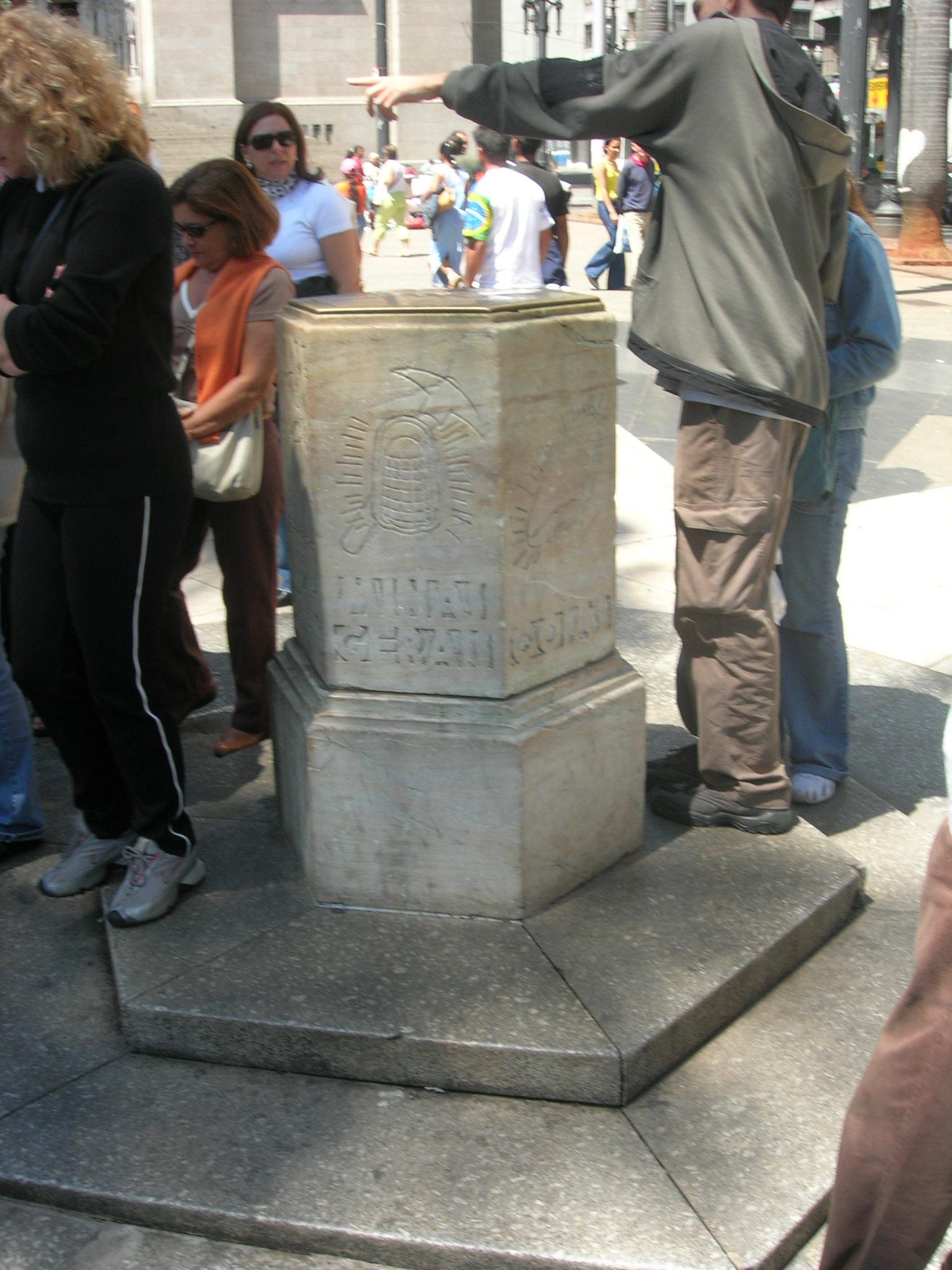
Totem hexagonal, com direções para 6 importantes pontos do Brasil.(km 0 da cidade de São Paulo).

Na praça, em frente a Catedral da Sé, encontra-se um totem hexagonal feito em mármore e com base em granito, em seu tampo pode-se observar a placa de bronze com um mapa parcial da cidade de São Paulo, com um símbolo e a oferta de Touring Club do Brasil, em suas laterais contem um marco que indica direções para 6 importantes pontos do Brasil, cada uma com uma ilustração indicativa. A direção sudoeste indica a cidade de Santos, por intermédio de um navio a vapor, a região sul, indica o Estado do Paraná por intermédio de uma Araucária, nordeste- o Rio de Janeiro om uma bananeira  e o Pão de Açucar, norte- Minas Gerais com o equipamento de mineração, noroeste- Goiás, representada pela bateia usada no garimpo e por fim, região sudoeste- Mato Grosso com as indumentárias dos bandeirantes.
Em 2017 álem de restaurado, o Marco Zero foi definitivamente tombado pelo órgão municipal responsável pelo patrimônio histórico da cidade.

## Pico do Jaraguá

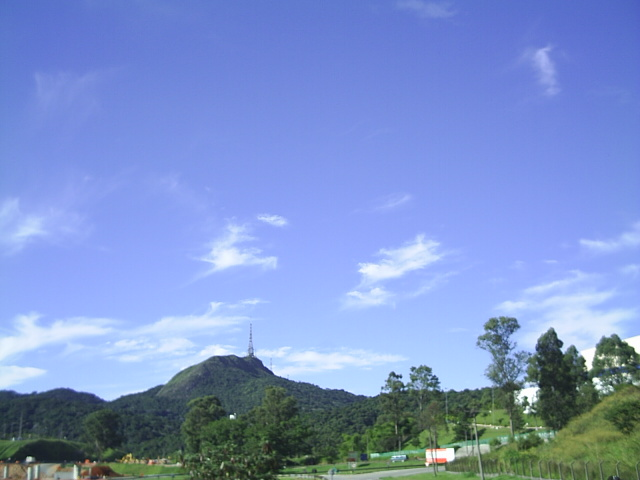
Pico do Jaraguá.

O Pico do Jaraguá, localizado na rua Antônio Cardoso Nogueira, na zona norte da cidade de São Paulo, é o ponto mais alto da cidade, com uma vista de alcance de até 55 quilômetros, obtendo 1.135 metros de altitude. O local era muito explorado por possuir grande quantidade de ouro, após o esgotamento dos recursos tornou-se "um marco dos viajantes", era também palcode guerras entre bandeirantes e índios.
Foi transformado em ponto turístico no ano de 1946, 15 anos depois criaram o Parque Estadual do Jaraguá, para que os visitantes tivessem acesso a parte histórica do local, como o casarão do bandeirante Afonso Sardinha (mais antigo habitante do local).
Em 1983 foi tombado pelo Conselho de Defesa do Patrimônio Histórico, Artístico, Arqueológico e Turístico (Condephaat), e em 1994 como Patrimônio da humanidade pela Unesco.
Para os aventureiros e para quem ama a natureza, o acesso ao pico pode ser feito de duas maneiras: por uma via asfaltada, a Estrada Turística do Jaraguá, que se inicia no quilômetro 18 da rodovia Anhanguera e, para quem estiver mais disposto, pode seguir pela Trilha do Pai Zé, numa caminhada de dois quilômetros. Quando chegar ao topo, pode-se aproveitar as pequenas lanchonetes e utilizar o estacionamento local, além de apreciar a melhor vista da cidade.
Há ainda mais duas trilhas que dão acesso ao pico: a Trilha da Bica e a Trilha do Silêncio (desenvolvida para passeios com pessoas da terceira idade e portadores de necessidades especiais).

## Eventos
Devido ao seu duplo caráter de centro financeiro e cultural para o país, São Paulo é responsável por sediar eventos de conteúdo diverso mas que gozam de dimensão internacional. A Bienal de Artes de São Paulo, o festival Lollapalooza, a São Paulo Fashion Week, o Carnaval de São Paulo, o Grande Prêmio do Brasil de Fórmula 1 no Autódromo de Interlagos, a Mostra Internacional de Cinema de São Paulo, Salão do Automóvel, a Parada do Orgulho LGBT, a Marcha para Jesus (organizada pela Igreja Renascer em Cristo),Prova Ciclística 9 de Julho, Réveillon da Avenida Paulista, entre outros, são exemplos deste tipo de eventos. Também sedia feiras, congressos e exposições específicos de determidas áreas de atuação do mercado ou da academia, como a Couromoda, a maior feira especializada na América Latina e o mais importante evento para negócios e lançamento de moda no mercado de calçados e artigos de couro., além de outros como Fenatran, Hospitalar, Francal, Equipotel e Adventure Sports Fair.

### Bienal de Arte de São Paulo

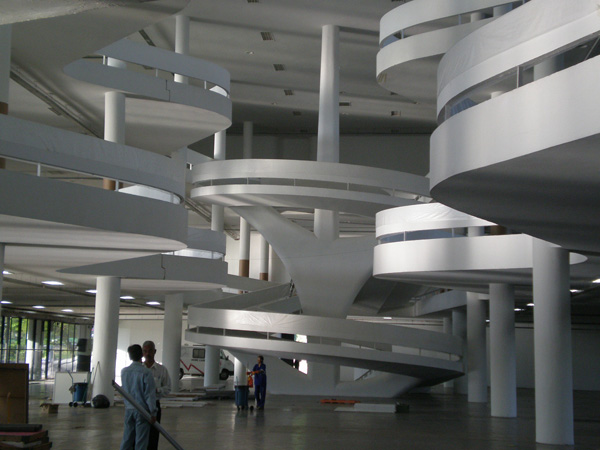
Prédio da Bienal de Artes de São Paulo.

A Bienal de Arte de São Paulo é um evento cultural paulistano cuja 28ª edição recebeu cerca de 1 milhão de pessoas. Foram selecionados 40 artistas de 20 nacionalidades diferentes para a exposição nos 25.000 m² do pavilhão projetado por Oscar Niemeyer. A próxima edição será de setembro a dezembro de 2010.
A Bienal de Arte de São Paulo é um evento cultural paulistano cuja 26ª edição recebeu cerca de 1 milhão de pessoas. Seu tema foi escolhido para permitir uma larga escala de posições artísticas. O conceito "do território livre" envolveu várias dimensões: como a físico-geográfica, a sociopolítica assim como uma dimensão estética - o último, naturalmente, sendo do grande interesse no contexto desta exposição. A fim enfatizar a unidade temática da exposição, os artistas convidados e aqueles que representavam seus países foram reunidos nos 25.000 m² do espaçoso pavilhão projetado por Oscar Niemeyer.

### Parada do Orgulho LGBT

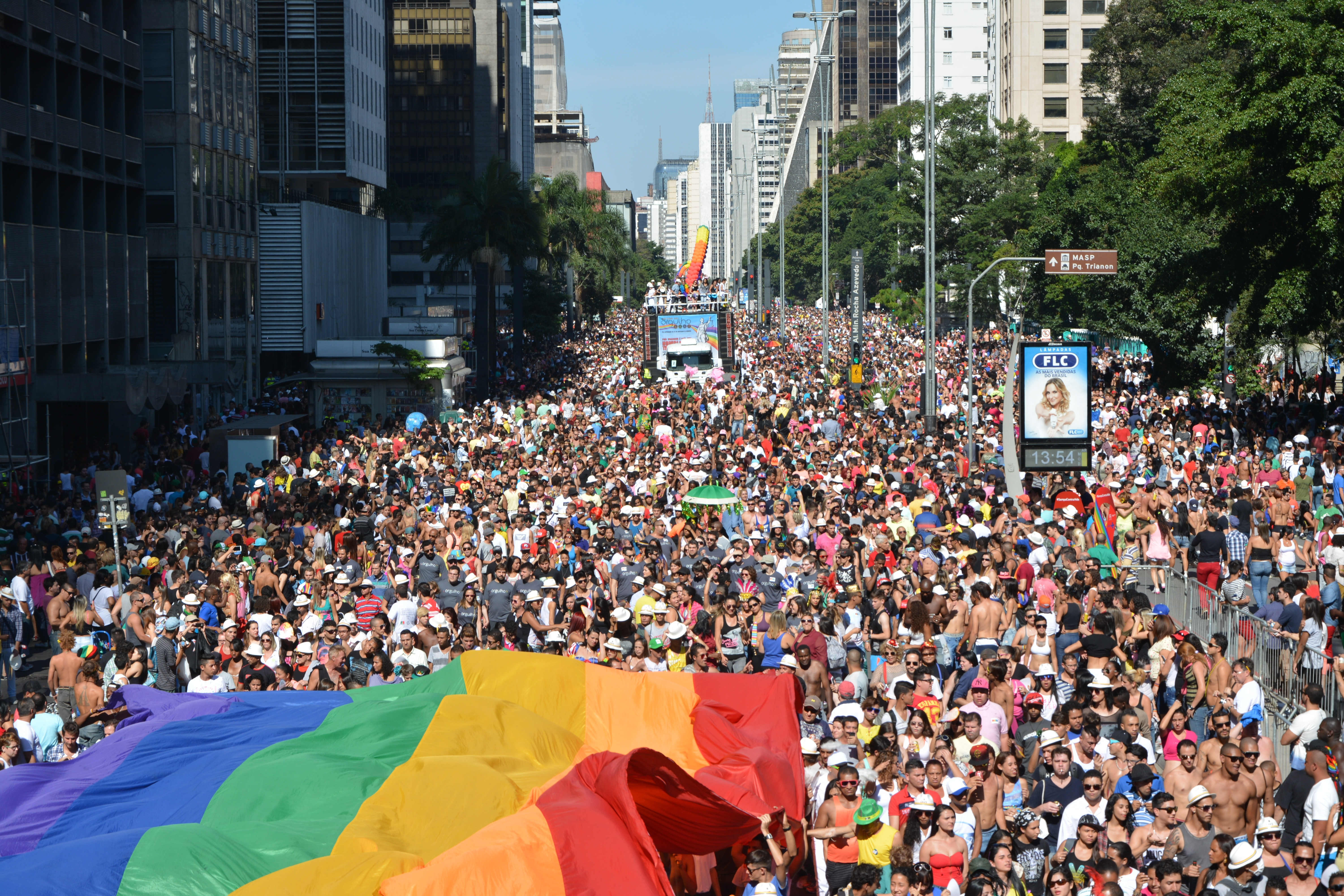
Parada do Orgulho LGBT de São Paulo.

A Parada do Orgulho Gay é um evento turístico da cidade, e atraiu em 2009, cerca de 3,1 milhões de pessoas. Foi a maior concentração de público LGBT do mundo, superando grandes metrópoles como Nova York, que em seu ápice de popularidade reuniu 2,9 milhões de pessoas. Normalmente, é aberta pelo prefeito da cidade. A concentração da Parada acontece na Avenida Paulista, com dispersão no centro da cidade. Ao longo do trajeto, há trios elétricos de entidades ligadas ao movimento LGBT e de estabelecimentos comerciais (como casas noturnas), que tocam diversos tipos de música. A última parada foi realizada em 14 de junho de 2009, e seus organizadores estimaram que 3,1 milhões de pessoas tenham participado. Nenhuma estimativa oficial foi dada pela Polícia Militar na ocasião.
O evento traz, anualmente, diversas personalidades. No ano de 2015, as atrizes globais Natasha Lyonee ( Nicky Nichols ), Uso Aduba ( Susanne Warren/Crazy Eyes ) e Samira Willey ( Poussey Washington ) da famosa série Orange is the New Black da Netflix marcaram presença na parada. Já em 2016, o elenco de sense8 ( outra seria da plataforma Netflix ) gravaram cenas na parada e tinham seu próprio trio eletrico.
Segundo a SPTuris, a parada ocupa o primeiro lugar no ranking dos eventos que mais atraem turistas à cidade, com 320.000 pessoas, seguida pela Virada Cultural, Bienal Internacional do Livro, Salão Internacional do Automóvel e Fórmula 1. Há, no entanto, estimativas de que a Virada Cultural já tenha atraído 400 mil turistas em 2008, o que a deixaria em primeiro lugar.

### Prova Ciclística 9 de Julho
A prova foi instituída no ano de 1932, pelo Jornalista Cásper Libero, com o objetivo de homenagear a Revolução Constitucionalista, que aconteceu no estado de São Paulo.
Percorrendo algumas das principais ruas e avenidas da capital paulista, com largada e chegada na avenida Lineu de Paula Machado, em frente ao Jockey Club de São Paulo. Os cilistas passam por parques como Ibirapuera, Povo e Vila-Lobos, além das pontes Cidade Universitária, Cidade Jardim.
Em um único dia, desde o ano de 1933, disputada nas categorias elite masculino, elite feminino e geral, fazendo parte também do calendário UCI America Tour.
Nos anos de 1941 a 1946 (época da Segunda Guerra Mundial), de 1952 a 1954 e de 1966 a 1968, a prova deixou de ser realizada. Em 1985 as mulheres passa a fazer parte das competições.

### São Paulo Fashion Week

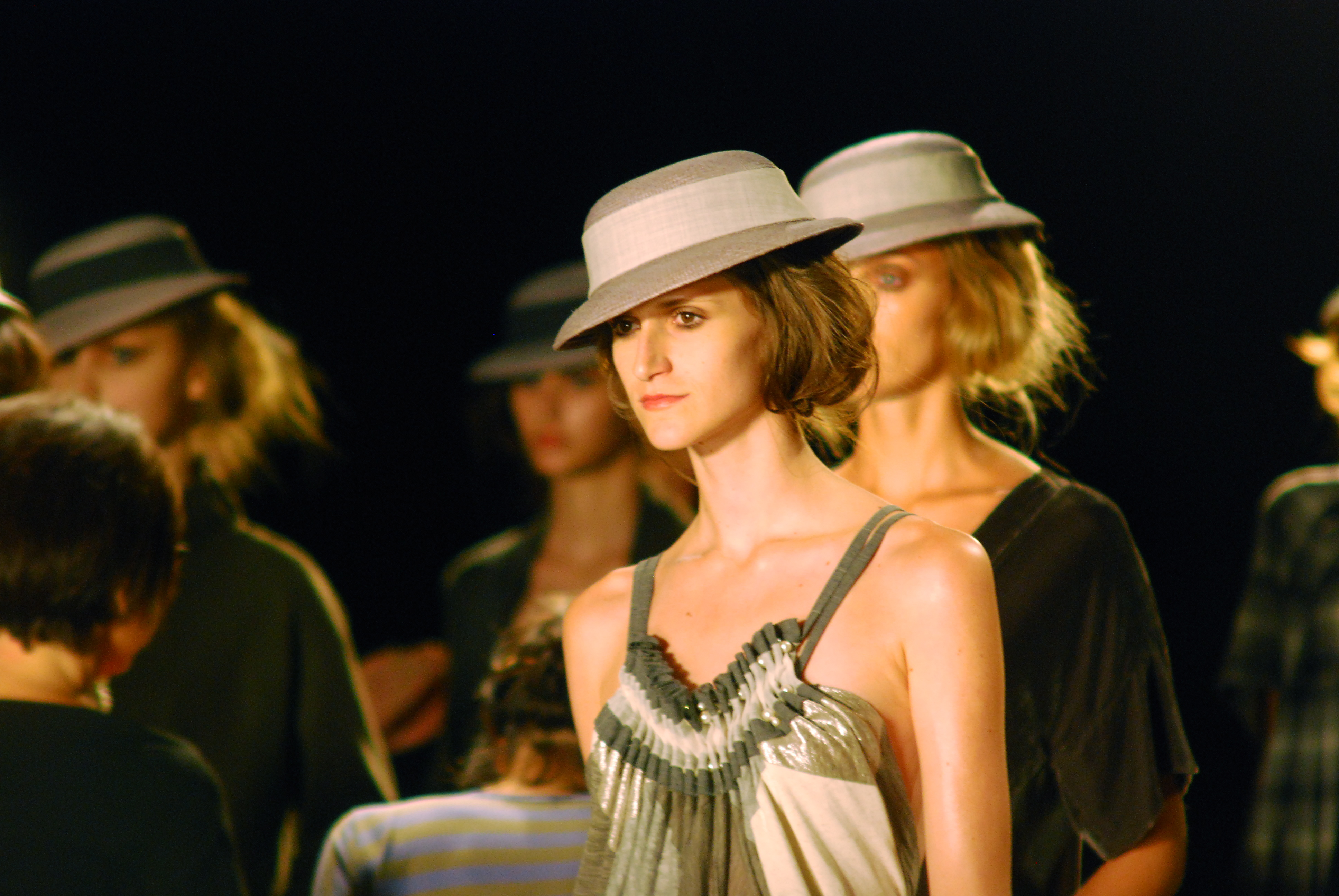
Modelos desfilando durante o São Paulo Fashion Week.

Uma das semanas de moda mais importantes do mundo, a São Paulo Fashion Week, criada em 1996 sob o nome de Morumbi Fashion Brasil, é o maior e mais importante evento de moda da América Latina.
Algumas modelos internacionais tiveram a projeção de suas carreiras através desse evento. É o caso de Rhaisa Batista e Emanuela de Paula.
Hoje o evento acontece duas vezes por ano, com uma edição em janeiro, apresentando a coleção de inverno e outra em julho, com a coleção de verão.
Nesses dez anos de SPFW, os investimentos cresceram de R$ 600 mil em sua primeira edição, para mais de R$ 5 milhões no ano passado. Aumentou de 21 para 46 marcas e estilistas participantes e seu público também cresceu. Agora são mais de 100 mil pessoas que visitam o evento contra trinta mil em 1996.
Atualmente o evento tem ganhado ainda mais destaque com a presença e participação de personalidades internacionais, como a socialite americana, Paris Hilton, e mais recentemente o ator Ashton Kutcher e sua esposa, também atriz, Demi Moore. A cantora Christina Aguilera também marcou presença no evento para a nova coleção da C&A.
O evento é considerado hoje a quinta maior semana de moda do mundo, ficando atrás apenas das semanas de moda de Paris, Londres, Milão e Nova York e, após os mais de dez anos de sucesso, o São Paulo Fashion Week se consolidou como uma grande oportunidade para que as marcas brasileiras de moda se insiram no mundo fashion, além de ser  uma ótima oportunidade para investimentos não só no setor economicamente e industrialmente, mas na cidade de São Paulo e seu setor cultural como um todo.
Em 2017, a primeira edição do evento no ano, 43 edição de sua história, aconteceu na Fundação Bienal de São Paulo, localizada no Parque do Ibirapuera, durante o mês de março. A próxima edição está programada para os meses de julho/agosto, próxima das datas em que as novas coleções de roupas chegam para o consumidor nas lojas.

### Carnaval

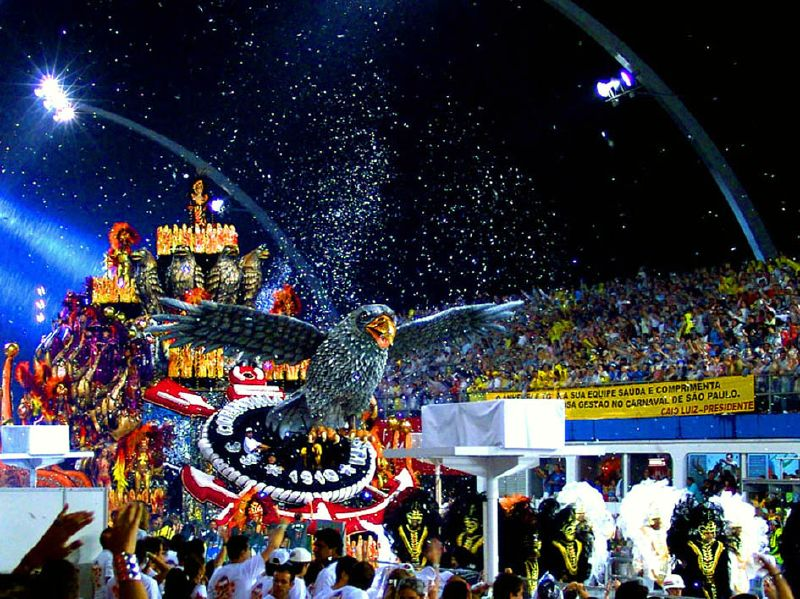
Carro abre alas da Gaviões da Fiel.

O Carnaval de São Paulo é uma tradiconal festa carnavalesca que ocorre todos os anos na cidade de São Paulo. O desfile das escolas de samba paulistas ocorre no Sambódromo do Anhembi, projetado pelo renomado arquiteto Oscar Niemeyer, que também projetou o Sambódromo da Marquês de Sapucaí no Rio de Janeiro. O desfile do Grupo Especial das escolas de samba de São Paulo acontece na sexta-feira e no sábado da semana do carnaval. A cada ano que passa o carnaval vem atraindo cada vez mais turistas, chegando a 30 mil nas últimas edições.
Um dos grandes atrativos do carnaval na cidade são os bloquinhos de rua, que estão cada vez mais ganhando espaço no carnaval. Em 2017 a prefeitura registrou um total de 500 blocos, que ficam espalhados pela zona Sul, Norte e Oeste.

### Natal

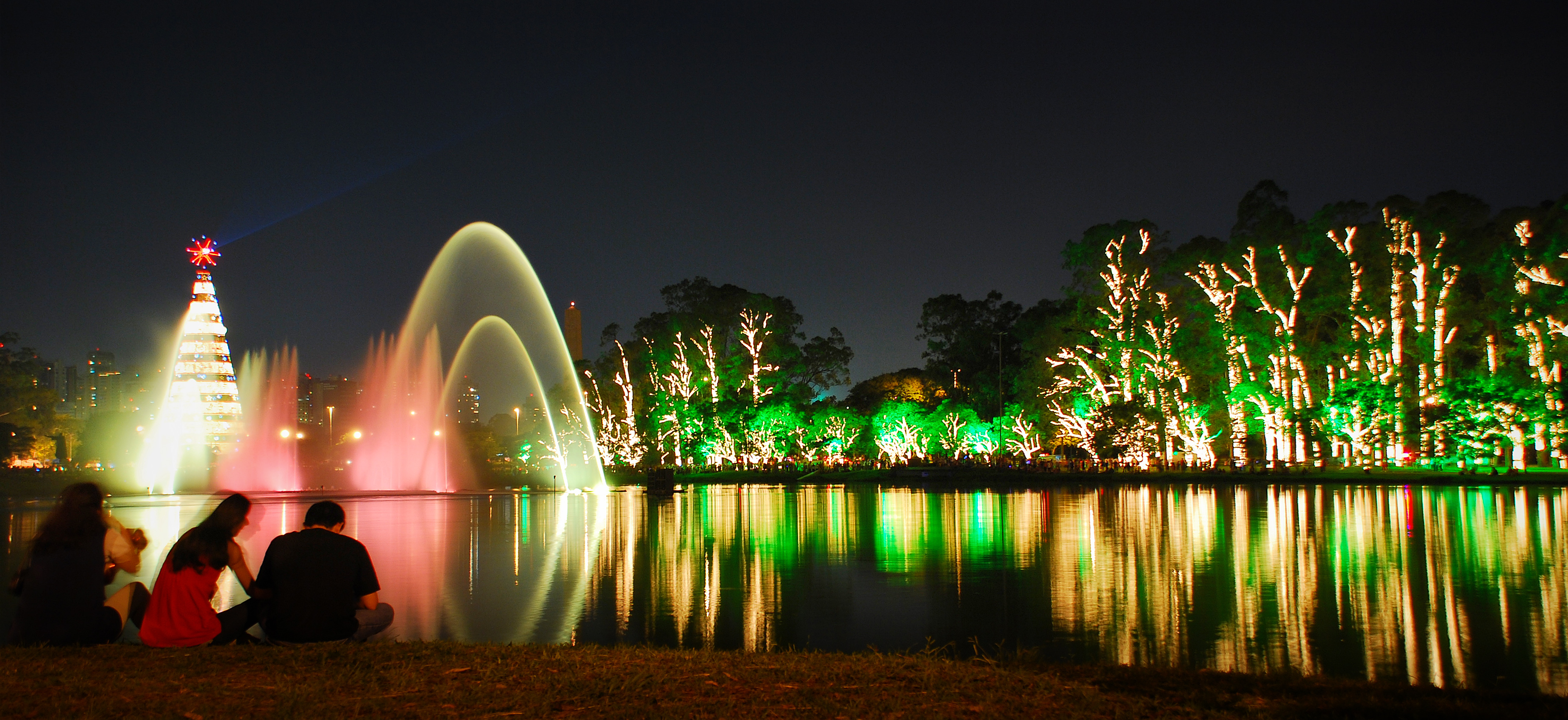
Parque Ibirapuera decorado para o Natal.

Todos os anos, São Paulo recebe a decoração de Natal. Turistas de diversas partes do mundo visitam a cidade para passar as festas de final de ano.
De acordo com o prefeito Gilberto Kassab, em 2008, foram investidos R$ 5 milhões na decoração natalina, com 2,3 milhões de pontos de luz, tornando-se o natal mais iluminado do mundo. São diversos tipos de enfeites que estão presentes em várias avenidas, prédios, pontes e pontos turísticos da metrópole, desde os subúrbios até a região central.
São na Avenida Paulista, Teatro Municipal, Sede da Prefeitura, Vale do Anhangabaú, Parque do Ibirapuera, Ponte Octávio Frias de Oliveira, Represa de Guarapiranga, Estádio do Pacaembu, Avenida Robert Kennedy, Radial Leste, entre muitos outros lugares que receberam todos os preparativos para as festas.
Árvores de natal do Ibirapuera,  da Ponte Octávio Frias de Oliveira e da represa de Guarapiranga, são as três maiores árvores natalinas da cidade, com 70, 100 e 30 metros de altura. Filmes relacionados à cidade que passam em importantes marcos históricos e turísticos da cidade. Apenas na Avenida Paulista são diversos decorativos em edifícios, nas calçadas, no canteiro centra e ao longo da via.
Em 2015, por falta de patrocinadores para o Natal Iluminado, a decoração natalidade da cidade de São Paulo deixou a desejar. A principal Avenida da cidade, Paulista, teve uma redução nas atrações comparado aos anos anteriores do evento. No mesmo ano, o parque do Ibirapuera, teve a menor árvore de natal desde 2002, início da atração no parque. A árvore em 2015, teve 35 metros de altura, 15 metros de diâmetro e uma estrela de 4 metros. Nos anos de 2008 e 2009, a árvore teve o seu maior tamanho, 70 metros de altura, o dobro da montada em 2015.

### Festival Internacional de Linguagem Eletrônica

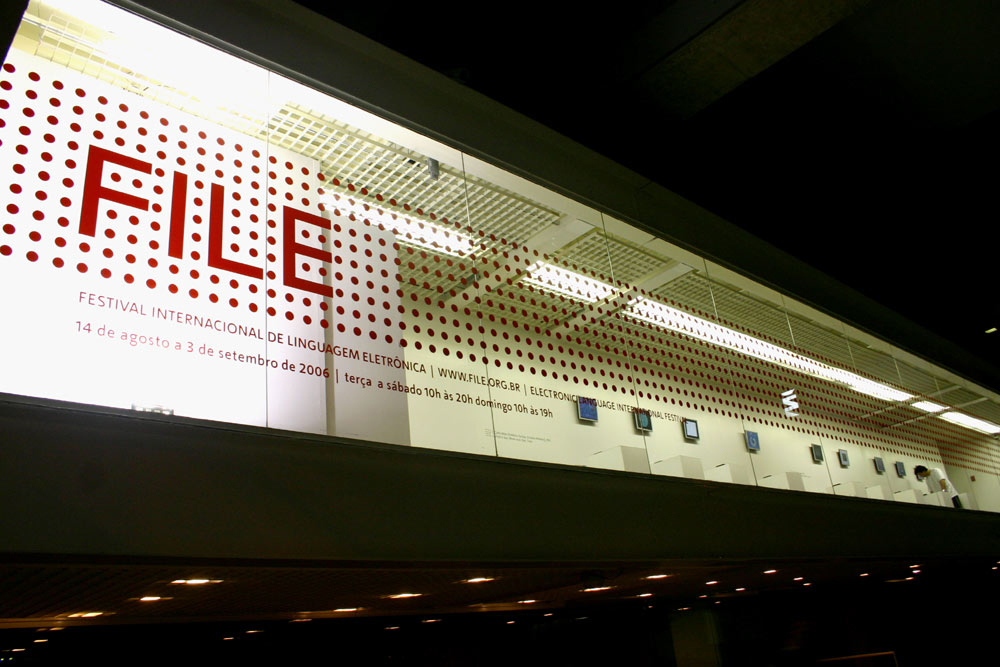
Festival Internacional da Linguagem Eletrônica

O FILE - Festival Internacional de Linguagem Eletrônica é um festival de arte em novas mídias que acontece anualmente em São Paulo desde 2000 e eventualmente em algumas outras cidades do mundo.
É o maior festival de arte e tecnologia no Brasil, e serve como indicador da pluralidade de pesquisas e de produções nacionais e internacionais nas múltiplas áreas da cultura digital: arte interativa, screenings, performances, games, arte sonora, realidade virtual, discussões teóricas e o cinema digital. O FILE é organizado por um grupo sem fins lucrativos cuja intenção é disseminar e desenvolver cultura, artes, tecnologia e pesquisa científica. A entrada no evento é gratuita.

### Marcha para Jesus
A Marcha para Jesus é um evento evangélico que se realiza anualmente nas zonas Central e Norte da cidade. Ao final do percurso no bairro de Santana, ocorrem diversas apresentações de bandas nacionais e internacionais. Organizado pela igreja Renascer em Cristo, o evento atraiu em 2009, cerca de 1 milhão de pessoas, segundo estimativas oficiais. Evangélicos de todo Brasil vêm para  São Paulo para participar do evento, bandas cristãs ao vivo acompanham os seguidores. É considerado o maior evento cristão do planeta pela organização.

### Grande Prêmio do Brasil

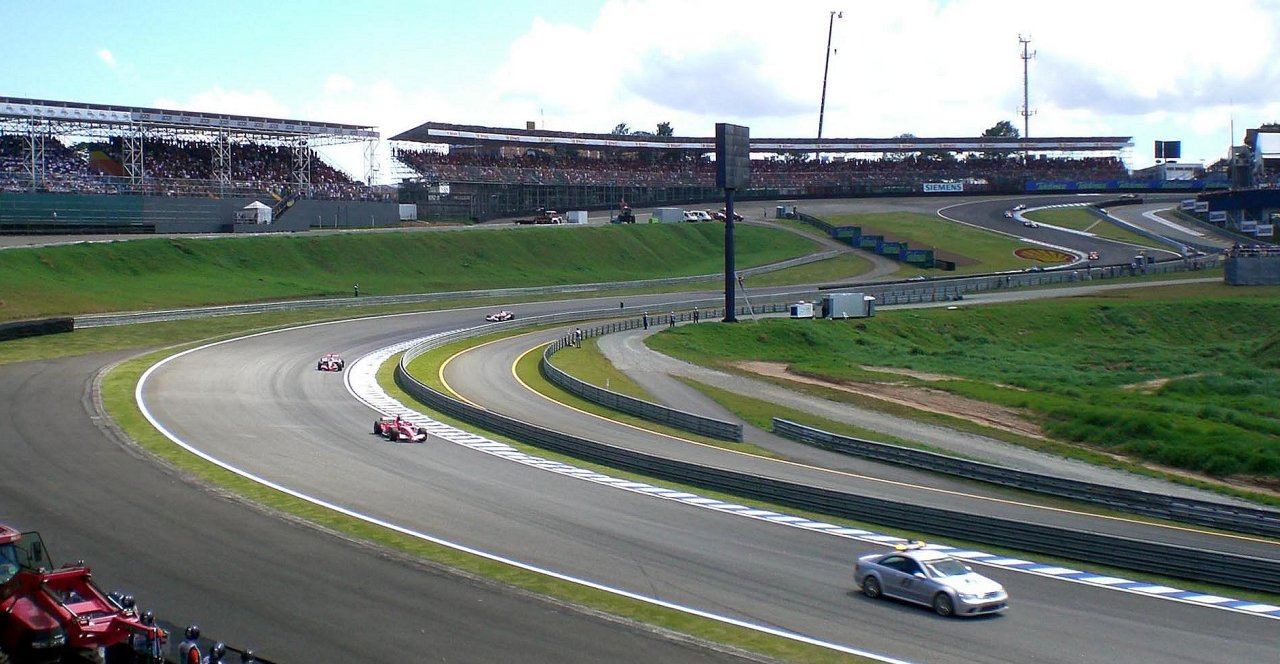
Grande Prêmio do Brasil de 2006.

Desde o início do GP do Brasil, em 1972, até o ano de 1980 (com exceção de 1978) e, de 1990 até hoje, o Grande Prêmio do Brasil de Fórmula 1 acontece no Autódromo de Interlagos ou José Carlos Pace em São Paulo.
Houve uma prova no autódromo de São Paulo em 18 de outubro de 2009 que atraiu 85.000 turistas para a cidade.
O circuito, assim como Singapore Street Circuit e Istanbul Park, é um dos poucos circuitos no atual calendário da Fórmula 1 a ter sentido anti-horário.

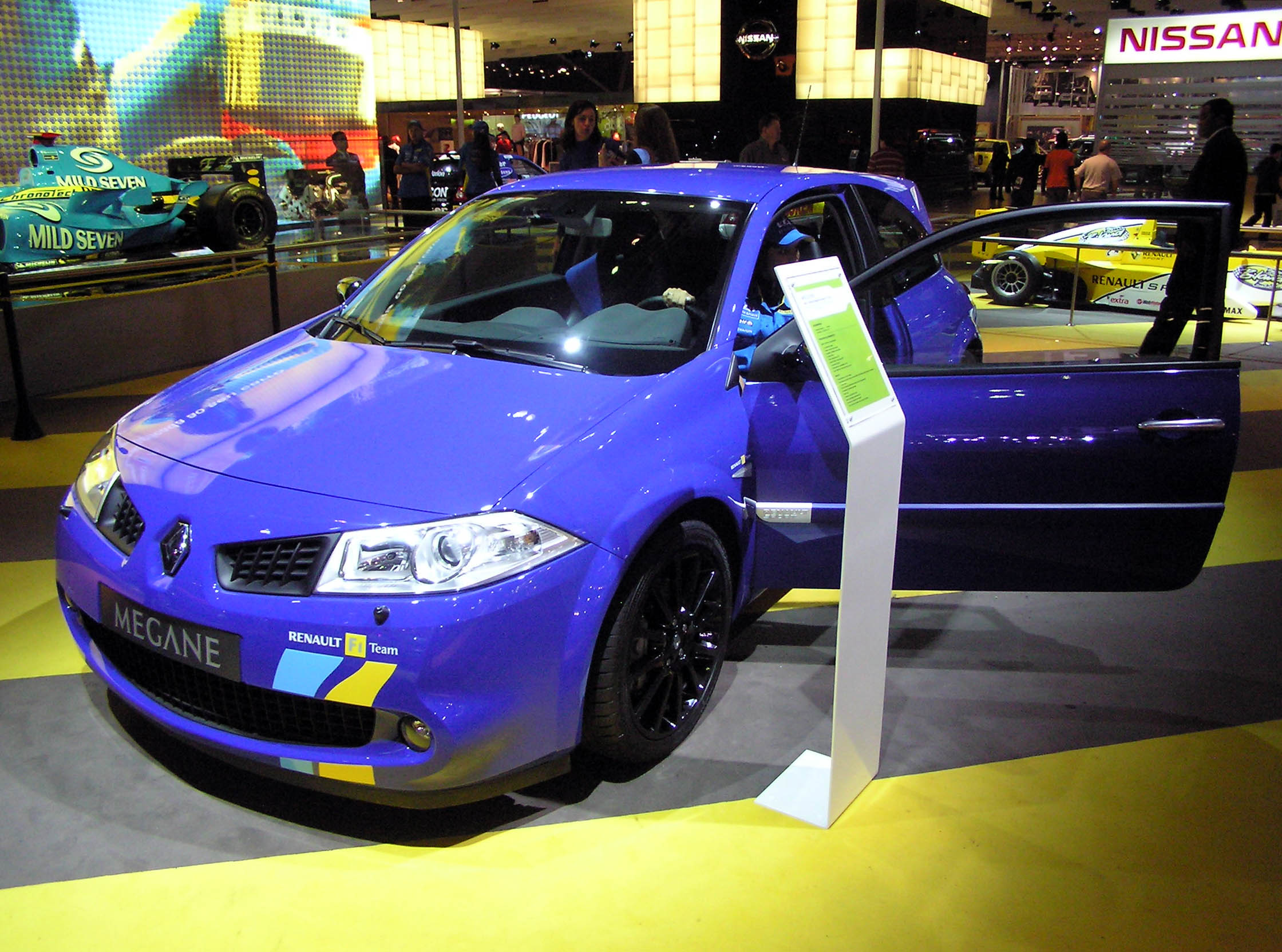
Renault Mégane exposto no Salão do Automóvel de 2006.

### Salão Internacional do Automóvel
O Salão Internacional do Automóvel do Anhembi é um evento ocorrido a cada dois anos com o objetivo de mostrar as novidades do mundo automobilístico, expondo carros e alguns equipamentos, produtos de som como CD player e outros no Parque Anhembi. Em 2008 foi realizada a 25ª edição do evento atraindo um público de 625.330 mil pessoas.. A edição de 2010 contou com a participação de um público de 750.283 mil pessoas, enquanto a de 2012 748.733 mil pessoas e a de 2014 756.114 mil.
Em 2016 o número de visitações decaiu, um total de 715.477 visitantes compareceu a edição. Em contrapartida ao menor número de visitação, o evento, que ocorreu no centro de eventos SP Expo teve aprovação recorde. O salão na edição de 2018 será no mesmo local do de 2016.

### Virada Cultural
A Virada Cultural é um evento anual promovido desde 2005 pela Prefeitura de São Paulo com o intuito de promover na cidade 24 horas de maratona cultural. O evento foi inspirado na Nuit Blanche parisiense, que agita anualmente a capital francesa, com atrações que seguem madrugada adentro.
O grande trunfo da Virada tem sido levar atrações de primeira linha a cidadãos de todas as classes sociais, muitos dos quais nunca estiveram em um teatro ou sala de concerto anteriormente. Também tem contribuído para o renascimento do Centro Velho de São Paulo, ao levar os paulistanos para a região, que habitualmente se esvazia durante a noite.

### Lollapalooza São Paulo
O Lollapalooza é um festival de música anual composto por gêneros como rock alternativo, heavy metal, punk rock, bandas de hip hop e performances de comédia e danças, além de estandes de artesanato. Também fornece uma plataforma para grupos políticos e sem fins lucrativos. O Lollapalooza tem apresentado uma grande variedade de bandas e ajudou a expor e popularizar artistas como Metallica, Alice in Chains, Tool, Red Hot Chili Peppers, Pearl Jam, The Cure, Primus, Rage Against the Machine, Soundgarden, Arcade Fire, Nine Inch Nails, Nick Cave, L7, Janes Addiction, X Japan, The Killers, Siouxsie and the Banshees, The Smashing Pumpkins, Muse, Hole, 30 Seconds to Mars, The Strokes, Arctic Monkeys, Foo Fighters, Green Day, Lady Gaga, Franz Ferdinand, Hot Chip e Fun, The Chainsmokers, The Weeknd, Martin Garrix, entre outros. Em sua segunda edição realizada no Jockey Club de São Paulo, em 2013, o evento reuniu em média 56 mil pessoas por dia, em três dias de realização, nos dias 29, 30 e 31 de março.
Nos anos de 2014, 2015, 2016 e 2017, o evento foi realizado no Autódromo de Interlagos. Em 2017, o evento reuniu 190 mil pessoas em duas noites de apresentações foi o maior público de todas as edições.

### Marcha daMaconha
A marcha da maconha é uma manifestação, que reúne milhares de pessoas. Ocorre todos os anos, e é reivindicado pelos manifestantes a legalização do uso recreativo da droga, e, para o uso medicinal da erva.
Em 2016, a grande concentração da manifestação foi na Avenida Paulista, no vão do MASP. Os manifestantes caminharam até a Praça Roosevelt com o transito bloqueado em seu trajeto.
A organização estima que cerca de vinte mil pessoas tenham comparecido ao evento no ano de 2016
O horário de início da manifestação é sempre as 16h30 que é considerado um horário em que os usuários costumam se reunir para fumar a maconha.

## Pontos de interesse

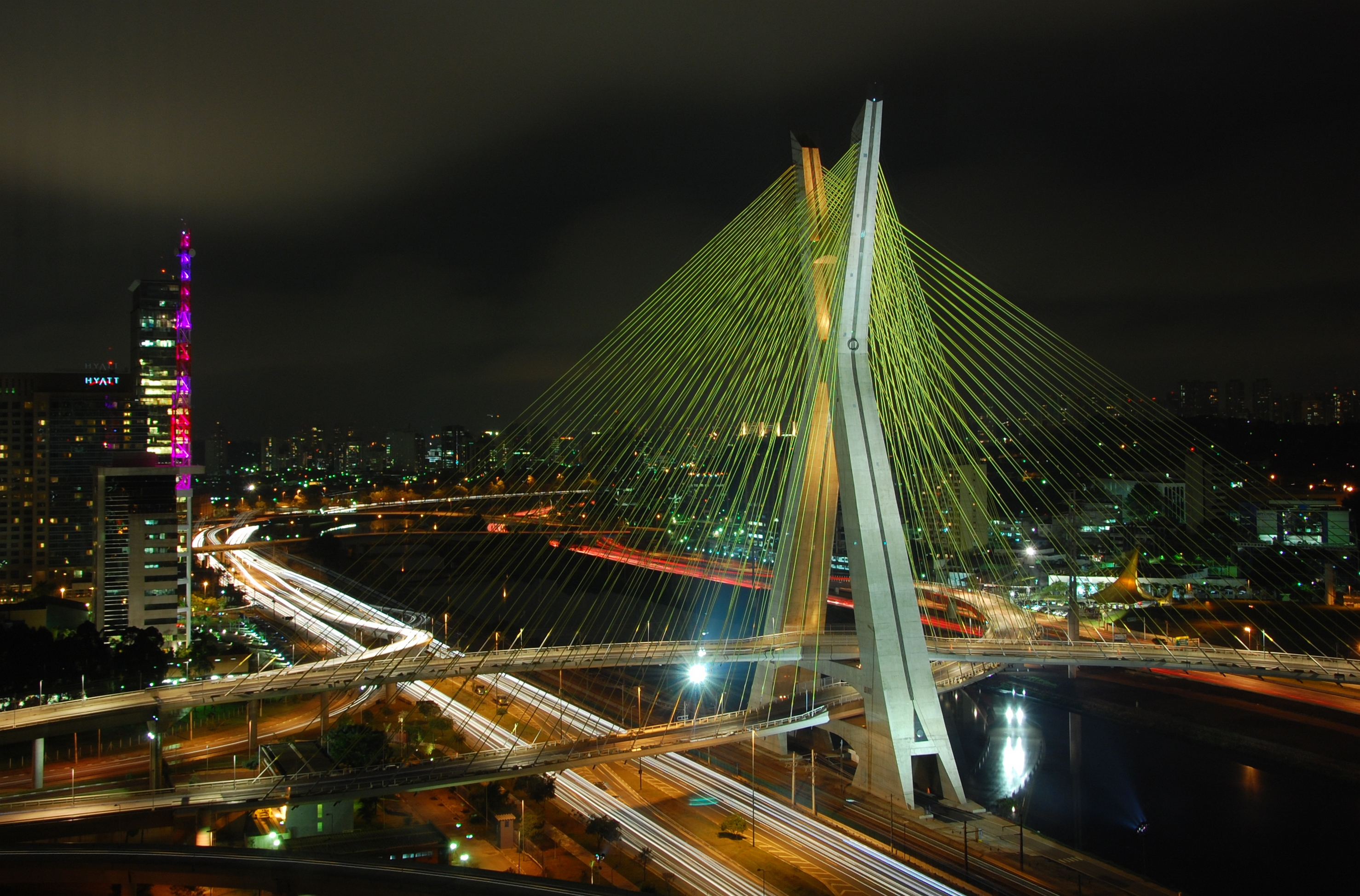
A Ponte Octávio Frias de Oliveira, o mais novo cartão postal da cidade.

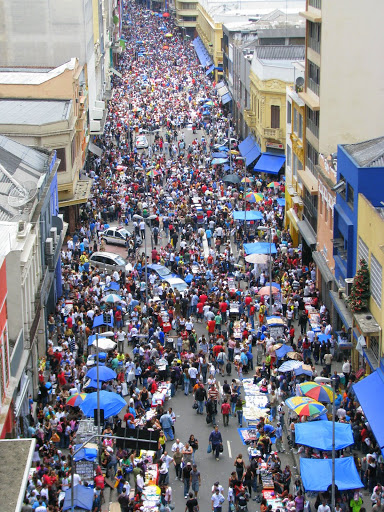
Rua 25 de Março.

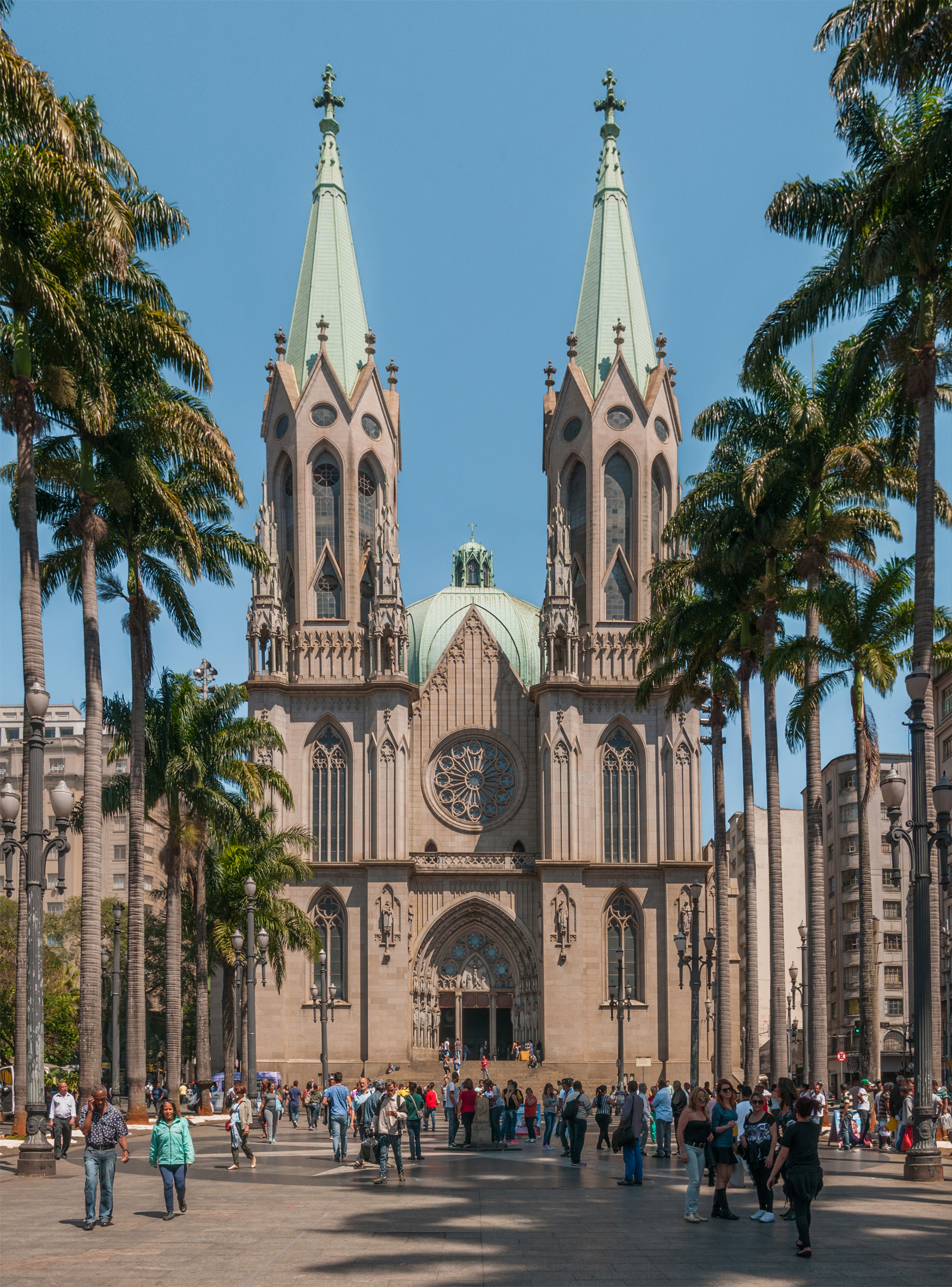
Catedral Metropolitana de São Paulo.

### Beco do Batman
O Beco do Batman está localizado no bairro de Vila Madalena, Zona Oeste de São Paulo, entre as ruas Medeiros de Albuquerque e Gonçalo Afonso, no início da Rua Harmonia e próximo à estação Clinicas do Metrô.
A viela de ruas estreitas é um conhecido ponto turístico da cidade, não apenas por se localizar em um bairro boêmio, com diversos bares e restaurantes, mas por suas paredes cobertas por grafites, o que a torna praticamente uma galeria de arte a céu aberto.
A história do Beco começou em 1980, quando estudantes de artes plásticas encontraram um desenho do Batman nas paredes do bairro e decidiram começar a fazer desenhos de influência psicodélica e cubistas nas paredes.
Atualmente as paredes do Beco do Batman são todas cobertas por desenhos dos mais diversos artistas, que se alternam com uma certa frequência, gerando novas pinturas constantemente. As obras dos grafiteiros contam com o apoio da comunidade, que ajuda a conservar as tão disputadas paredes.
Seja pela beleza ou pelo caráter pitoresco do local, as paredes do Beco atraem todo tipo de público, que em sua grande maioria, aproveita as obras para tirar fotos. As paredes da ruela ficaram inclusive tão famosas que foram muitas vezes palcos de campanhas publicitárias e de sessões de fotos profissionais, tornando-se um dos pontos turísticos mais significativos para os amantes de artes urbanas.

Atualmente, o espaço conta até com visitas monitoradas de escolas e turmas de diversos cursos para conhecer o espaço de arte independente.

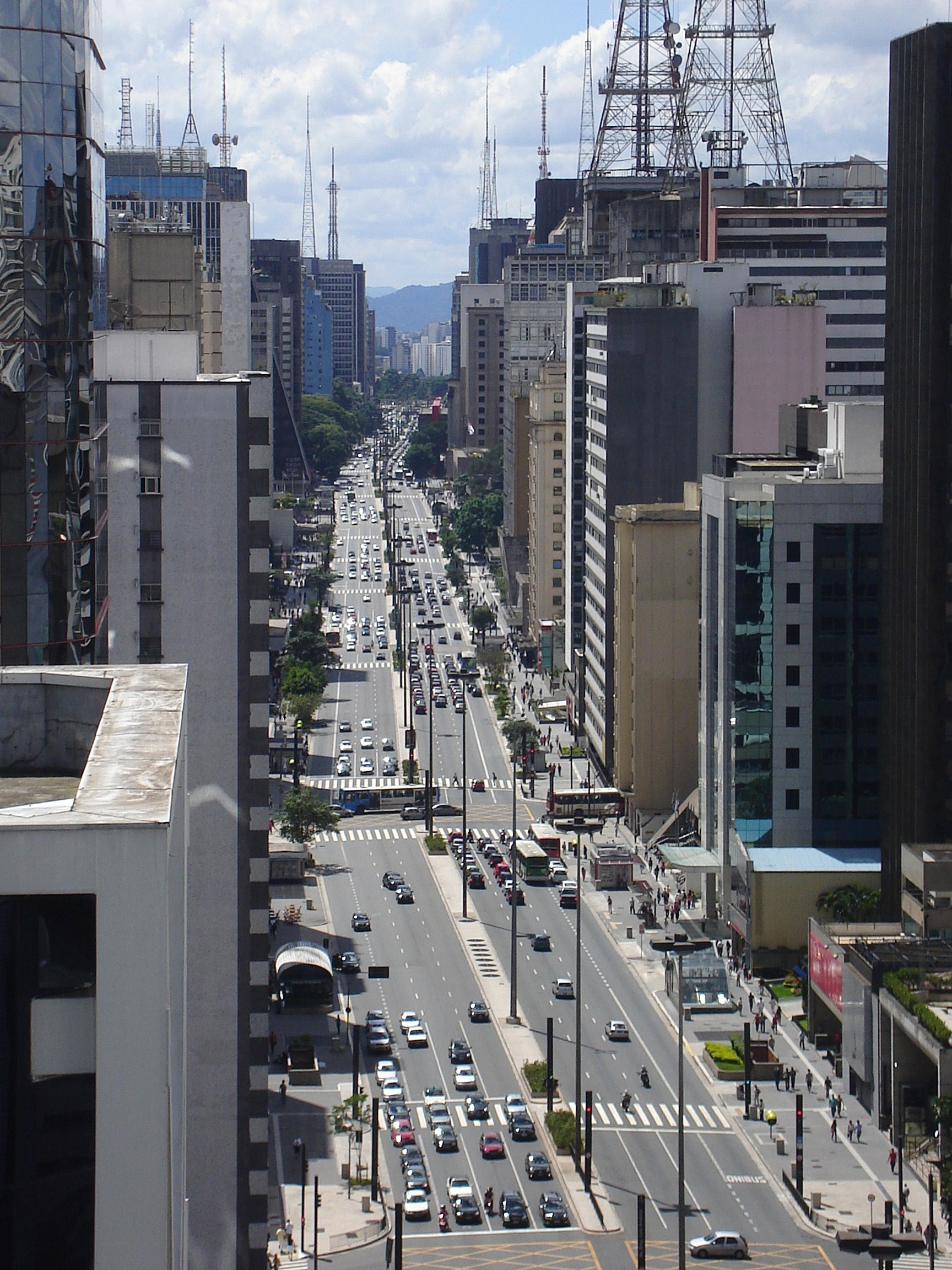
Avenida Paulista, cartão postal da cidade, principal avenida de São Paulo, sendo conhecida internacionalmente.

### Rua 25 de Março
A rua 25 de março é considerada o maior centro comercial da América Latina pois concentra o maior ponto de vendas de atacados e varejistas. O que se destacam também são os camelôs que vendem variados produtos. Por ser um ponto de muito movimento, cerca de 400 mil pessoas por dia, atrai muitos turistas principalmente pela variedade e o baixo preços de variados produtos em mais de 3.500 pontos de vendas.

26% dos turistas dizem que as compras são as principais atividades realizadas na cidade.

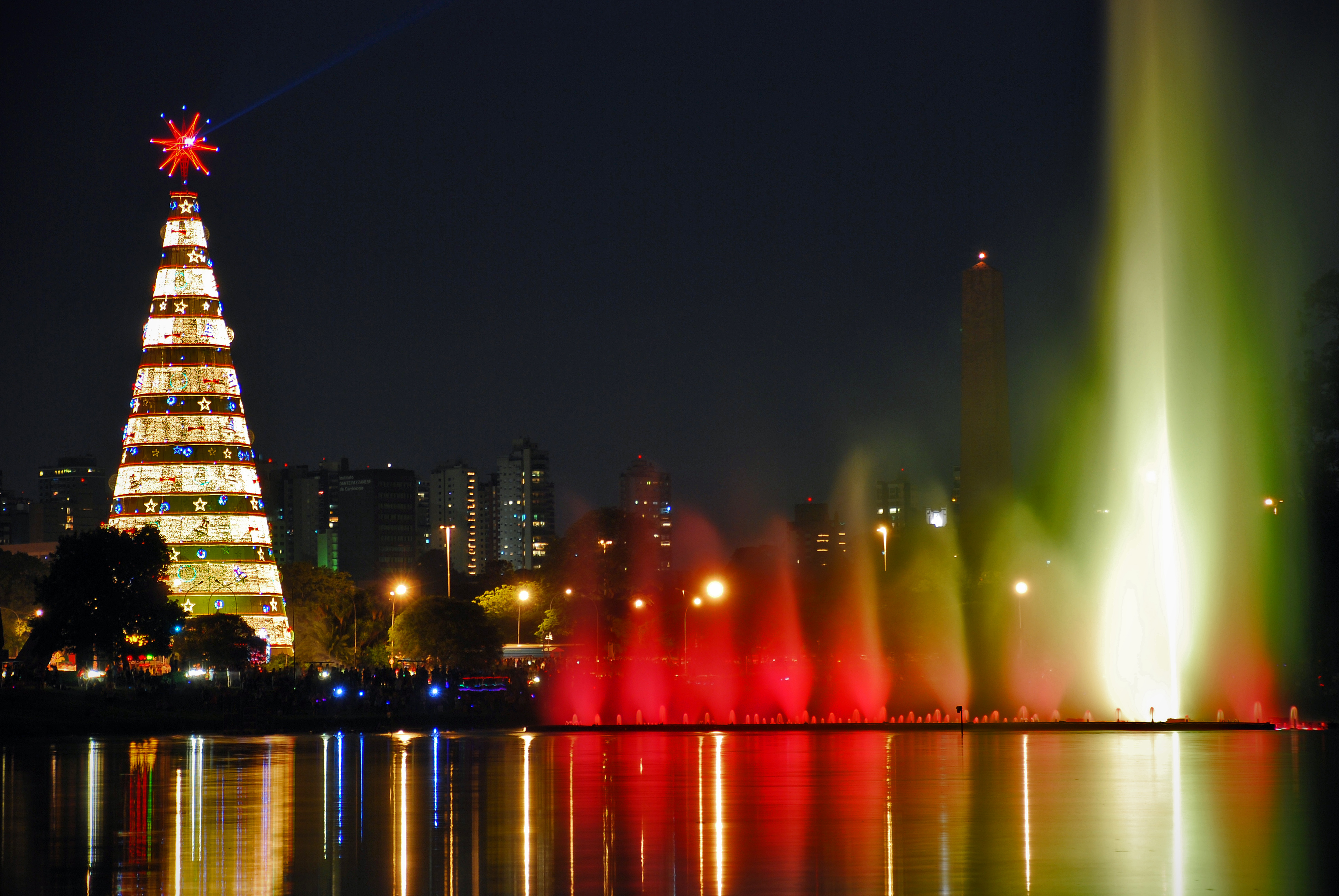
Parque Ibirapuera decorado para o Natal, foto por Silvio Tanaka.

### Mercado Municipal de São Paulo
O Mercado Municipal de São Paulo, mais conhecido como Mercadão é um dos principais pontos turísticos da cidade, localizado no antigo centro, rua da Cantareira, 306. Este mantem-se aberto desde 1933 trazendo para os paulistanos e turistas seus diversos tipos de lazer e culturas, que se unem junto com as comidas diversas, típicas de cada região e estrangeiras, pode-se encontrar desde frutas exóticas até azeitonas importadas, por conta dessa diversidade, muitos restaurantes fazem suas compras de temperos no "Mercadão".
Sua estrutura projetada por Ramos de Azevedo foi focada em atender a grande demanda de comércio ao redor. Sua arquitetura é algo que se chama bastante atenção, como os belos vitrais coloridos feitos pelo artista russo Conrado Sorgenicht Filho, retratando a vida cotidiana de trabalhadores rurais e a agropecuária. O prédio possui um espaço de 12.600 metros, abrigando mais de 1.500 funcionários.

Com o passar do tempo o Mercadão além de ser um lugar para se fazer compras tornou-se também um espaço gastronômico, com sua variedade culinária, os pratos que são constantemente pedidos são o famoso pastel de bacalhau junto com o bolinho de bacalhau e o  tradicional lanche de mortadela. E aos domingos ao meio-dia você pode encontrar shows na praça de alimentação.

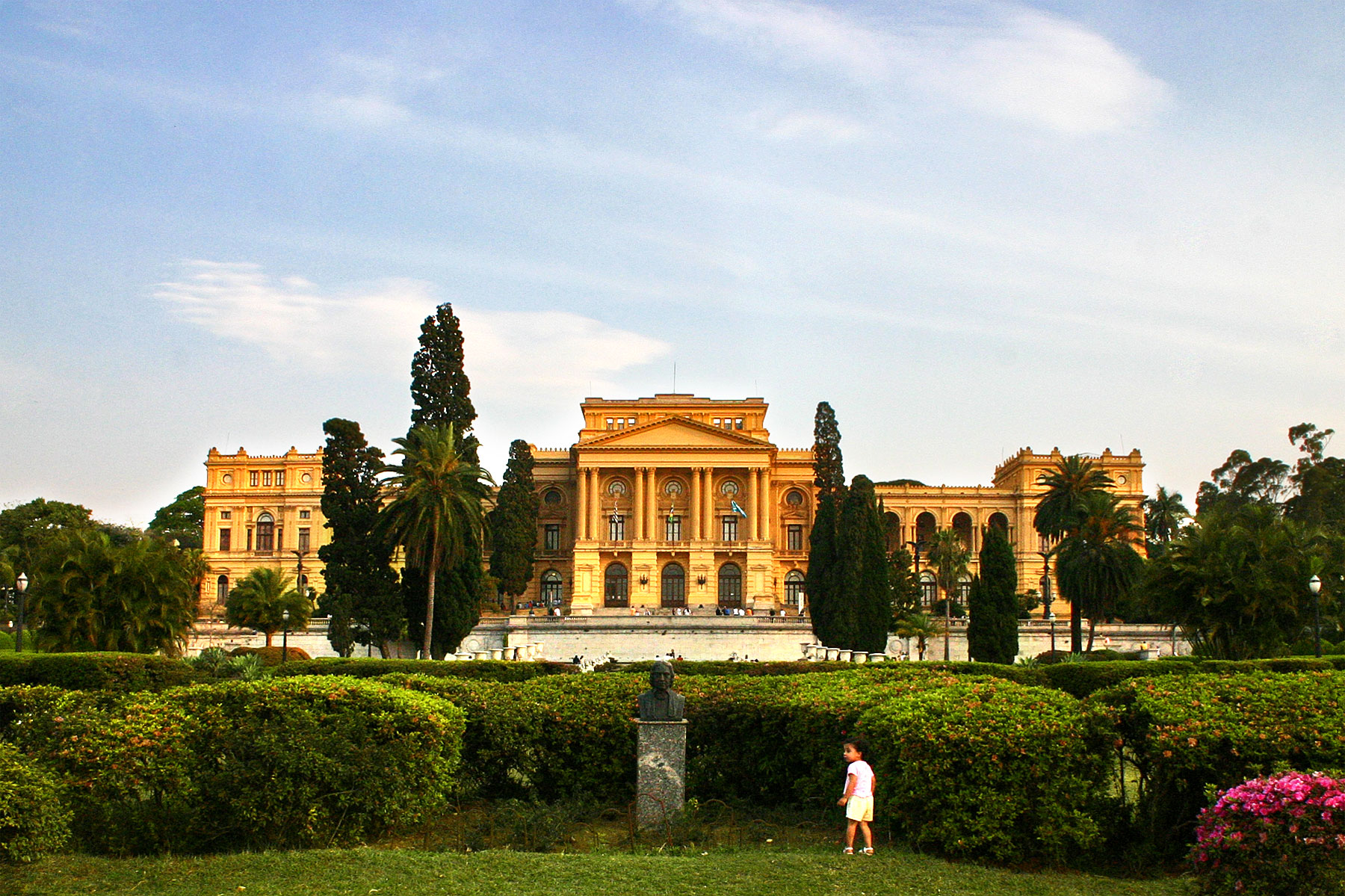
Os jardins do Ipiranga, em São Paulo, onde foi proclamada a independência do Brasil. Ao fundo, o edifício do Museu do Ipiranga, foto por Silvio Tanaka.

### Pinacoteca do Estado

Teatro Municipal de São Paulo.

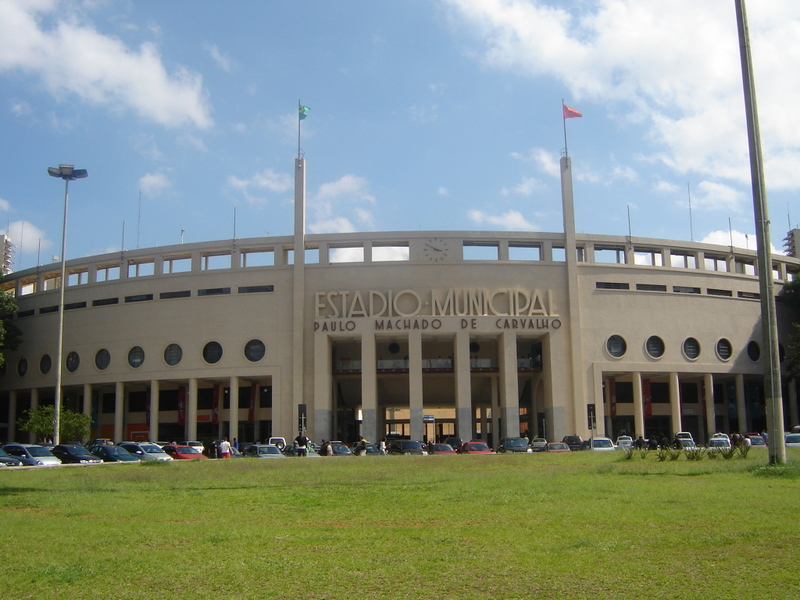
Estádio do Pacaembu, que abriga o famoso Museu do Futebol.

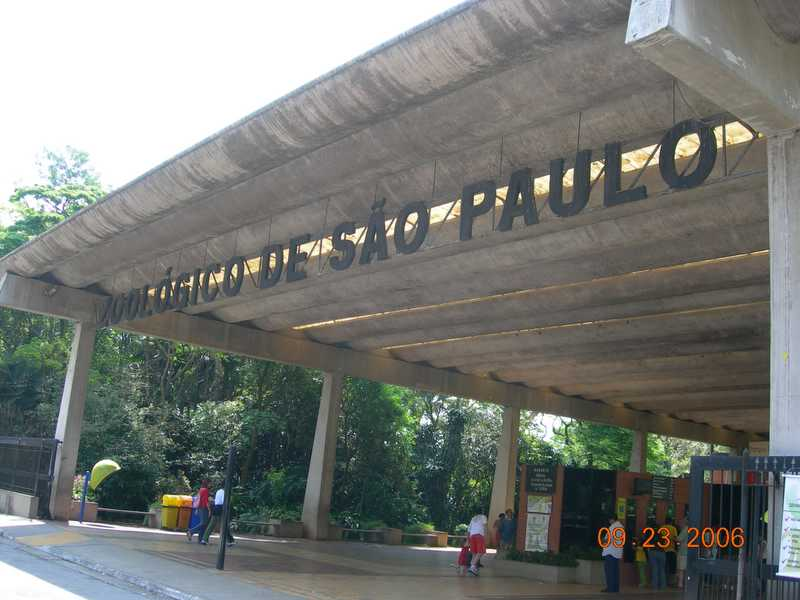
Zoológico de São Paulo, o quarto maior do mundo.

A Pinacoteca do Estado de São Paulo é um dos museus de artes visuais mais importantes do país e o mais antigo museu da cidade. O seu acervo foi inaugurado no dia 24 de dezembro de 1905.
Com ênfase em obras brasileiras que vão do século XIX até a contemporaneidade, seu acervo, a princípio, consistia em cerca de 20 obras de importantes artistas, como Pedro Alexandrino, Almeida Júnior, e Oscar Pereira da Silva, e hoje conta com quase 10 mil obras de renomados artistas, o que faz do espaço um museu de referência internacional.
Localizada nas proximidades da Estação da Luz do metrô, outro importante ponto de referência da cidade de São Paulo, a Pinacoteca ocupa o antigo edifício do Liceu de Artes e Ofícios,projetado pelo escritório do arquiteto Ramos de Azevedo no século XIX . O edifício passou por uma ampla reforma no final da década de 90 e atualmente realiza 30 exposições por ano, chegando a receber mais de 500 mil visitantes neste período. 
A Pina, como também é conhecida, é considerada uma das mais dinâmicas instituições culturais do país e hoje integra-se ao circuito internacional de exposições.

O espaço conta com bicicletário e estacionamento gratuitos e fica aberto de quarta a segunda, das 10h às 17h30.

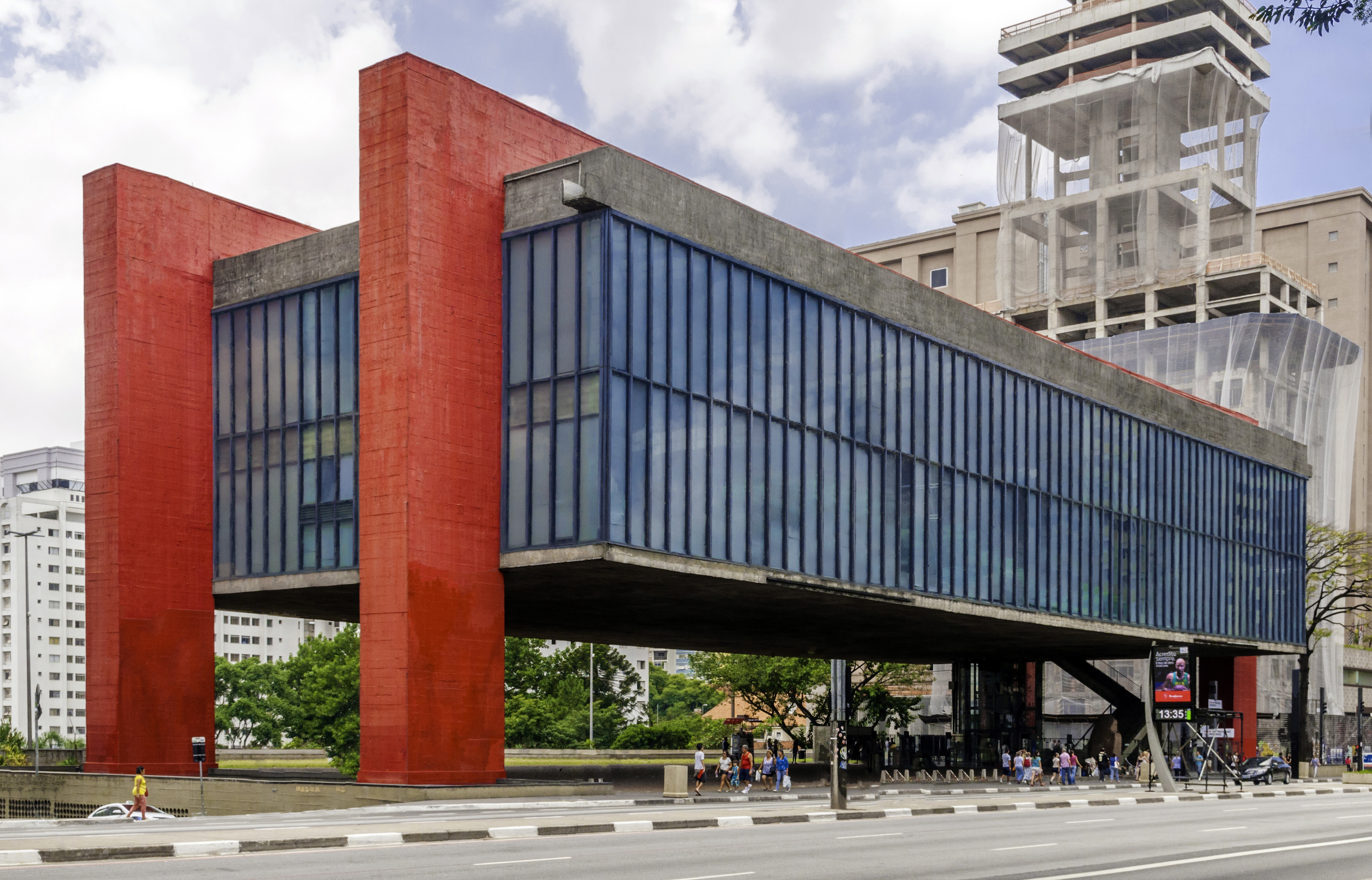
MASP, um dos principais cartões postais da cidade, junto ao Parque Trianon.